# 藤井隆
藤井 隆（ふじい たかし、1972年（昭和47年）3月10日 - ）は、日本のお笑いタレント、司会者、歌手、俳優。大阪府豊中市出身。吉本興業所属。妻はタレントの乙葉。身長173cm、60kg、血液型はA型。

## 略歴

### 学生時代
豊中市立南丘小学校、豊中市立第九中学校、大阪市立西商業高等学校（現・大阪府立桜和高等学校）卒業。高校卒業後の数年間は、化学薬品会社の経理課に勤務していた。

### 芸人デビュー
当時勤めていた会社に勤務を続けながら吉本新喜劇プロジェクトへ1992年5月に入団し、7月に初舞台を踏む。同年、『テレビのツボ』でテレビデビューを果たす。これを機に会社を退職し、仕事を吉本興業に一本化した。
本人は、ココリコ、水玉れっぷう隊や大阪NSC11期生（中川家、陣内智則、たむらけんじ、ケンドーコバヤシ、烏川耕一、たいぞう）と同期と公言しているが、NSC11期の芸人に関しては実際には彼らのほうが後輩であり、10期のメッセンジャーやジャリズムなどの方が芸歴は近い。
『テレビのツボ』では、NHK大阪放送局と毎日放送担当のチャンネル君（丸一日特定のチャンネルを視聴し、夜の生放送でその日の一番の見所を報告する役割）を務めた。天然パーマに繋がった両眉毛という、インパクトの強い容姿が番組のファンに親しまれていたが、当時のキャラクターはいたって普通の青年で、本格的に彼の個性が爆発するのは番組終了後のことである（後述）。
一時期、吉本新喜劇を退団しオランダを放浪していたことがある。帰国後に吉本へ挨拶に出向くと、なぜか何事も無かったかのように即座に仕事を入れられたため、復帰することとなった。新喜劇の全国展開が推し進められていた頃は主役・中堅クラスの多くが全国ツアーなどで本拠地の劇場「なんばグランド花月」では不在となり、ベテラン数名と二線級以下のYSPメンバーばかりで演じることとなった時期があった。この期間、病院に緊急入院した内場勝則の同室の病人（島木譲二）と院長（チャーリー浜）がオカマというシナリオ（1994年9月テレビ放送時のタイトルは「病院物語」）で、それまでゲジゲジ眉毛しか持ちネタがなかった藤井が、ハイテンションなオカマキャラを演じて観客に強烈なインパクトを与え、そのまま「オカマの藤井」として一気にブレイクを果たした。

### 全国区タレントへ
吉本新喜劇とはあまり縁のなかった関東地方やその他地域をターゲットにしたテレビ番組『超!よしもと新喜劇』（毎日放送制作TBS系）へ出演し、オカマキャラを演じたことで全国区認知度を急激に上げた。登場時の声援は凄まじく、「HOT!HOT!」のギャグをする時には観客から手拍子までも起きた。
初の冠番組『フジリコ』（1999年10月、ココリコと共演）放送開始。同月から『笑っていいとも!』（フジテレビ）にレギュラー出演。
歌手デビュー（浅倉大介のプロデュースによるシングル「ナンダカンダ」2000年発売）を果たし、同年『第51回NHK紅白歌合戦』（NHK総合・ラジオ第1）に初出場。司会者からは「お笑い芸人がポップスの世界に殴り込んだ」と紹介された。その翌年にもRe:Japanのメンバーとして2年連続出場（ウルフルズとコラボレーション）し、「明日があるさ」を熱唱した。1stアルバム『ロミオ道行』を2002年2月14日にリリース。同アルバムを携えて、初のライブツアー「ロミオ道行〜タカシが街にやってきた！ツアー〜」を開催。2会場で追加公演が決定し、チケットが即日完売するほどの人気であった。2004年には上海、ロサンゼルスでもワールドツアーを行った。
深夜番組『BEST HIT TV』シリーズで、マシュー南というキャラクターを演じ司会を務め人気を集めた（後述）。
俳優業としてはテレビドラマ初主演の『乱歩R』（2004年1月）で明智小五郎役を演じ、乙葉と共演している。同年、劇場版アニメ『マインド・ゲーム』で初声優を務める。

### 結婚後
乙葉との婚約を2005年5月7日に発表。同9日に会見を開いた。2005年7月29日に婚姻届を提出し、翌7月30日に都内のホテルで挙式と披露宴を行った。第一子となる長女が2007年10月29日に誕生。
この頃には演技力も認められ、映画『カーテンコール』で第15回日本映画批評家大賞新人賞（南俊子賞）を受賞した。
テレビ番組『超!よしもと新喜劇』のレギュラー以降、ブレイクのきっかけとなったNGKなんばグランド花月の舞台に定期的に立つことはなかったが、2009年4月5日放送開始の『爆笑!ふれあいコメディ こちらかきくけ公園前』で週に1回ながらも約12年ぶりに復帰し、その後継番組である『全快はつらつコメディ お笑いドクター24時!!』と『ほっとけ!3人組』にも引き続き出演していた。また、2023年5月16日から22日までのNGK新喜劇には島田珠代の座長週のゲストとして約26年ぶりに登場（※藤井本人の出演は21日まで）。舞台演劇では吉本以外の公演への出演が多い。
歌手活動も続けており、音楽レーベル「SLENDERIE RECORD（スレンダリー・レコード）」を2014年9月に設立。音楽ユニット「Like a Record round! round! round!」（メンバー：藤井、レイザーラモンRG、椿鬼奴）で、シングル「ナウ・ロマンティック」をリリース。早見優、鈴木京香のアルバム・プロデュースも手掛けた。
乙葉と共にテレビ番組『さんまのまんま』（関西テレビ、2015年8月22日放送分）ゲスト出演。テレビ番組での夫婦共演は結婚10周年にしてこれが初となった。同年、「いい夫婦 パートナー・オブ・ザ・イヤー 2015」を乙葉とともに受賞。その後も自身がレギュラー出演しているテレビドラマ『逃げるは恥だが役に立つ』で最終回に乙葉が妻・登志子役として登場し、夫婦でドラマ初共演となった。
長寿テレビ番組『新婚さんいらっしゃい!』（朝日放送テレビ）司会の六代桂文枝の後任として、2022年4月より2代目司会者に就任した。

## マシュー南
マシュー南とは、テレビ朝日のバラエティ番組『BEST HIT TV』シリーズ（『BEST HIT TV』→『Matthew's Best Hit TV』→『Matthew's Best Hit TV+』→『Matthew's Best Hit UV』）で藤井が演じたキャラクター。
フルネームは「Matthew・G（弦也）・南」で、チェリストである日本人の父と、元伯爵家令嬢であるイギリス人の母との間にイギリスで生まれたという設定。また、平野レミはおばという設定。イギリス出身であるにもかかわらず日本の歌謡曲や芸人、80年代アイドルなどに精通しており、特にWinkの振り付けは兄に厳しく叩き込まれており、右に出るものがいない。これは10代を京都に住む父方の祖母のもとで過ごしたためだという。自身が司会を務める『Matthew's Best Hit TV+』は現在世界28か国で放送されていると主張する。
また、YOUが元家庭教師だと、松田聖子がゲストの回に紹介されたこともある。
なお、マシュー南と藤井隆は設定上同一人物ではない。そのため、ゲストもマシュー南と藤井隆が同一人物であるような発言をしないように気を付けなければならなかった。また別人である設定を活かし、CG合成によりマシューと藤井がトークしている映像も収録された。
藤井は番組終了後もマシュー南は別人であると扱っていたが、2021年にゲスト出演した『あちこちオードリー』にて公式に同一人物であると認めた（ただし、この直後にマシュー南として「彼がなんと言おうとマシューはマシューだから」ともツイートしている）。藤井によれば、マシュー南を始めとした別人格キャラクターは「矯正」であるという。元々、1人ロケの番組で自分の意に反するようなロケをこなさざるを得なくなった際、藤井はロケバスから降りられなくなってしまったが、メイクが蕎麦屋でカレー粉をかけるロケではインド人、会社にバレーボールを打ち込むロケではOLと、別人としてキャラクターを作りこんだことによりロケができるようになり、以降「藤井隆」ではできないことも「別人格」になりきればできるようになった。そんな中『BEST HIT TV』の立ち上げにあたりスタッフに「自分の話をするのが嫌」と打ち明け対応策を協議したところ、「じゃあ、別人なら…」と答えたところ、新たな別人格としてマシュー南が生まれたと語る。また当時はいくらトークが盛り上がっても「藤井さん」などとマシューが藤井であると勘づかれかねない発言があるとカットして対応しており（ただし高橋愛の回でマシューに対して「藤井さん」と呼びかけた様子が放送されたことがある）、そこまでして設定を守ってくれたスタッフへの恩義から「あの頃、実はという話をするのは汚い」という思いから設定を守り続けていたという。

### マシュー南としての活動
- 2002年11月から2003年9月までテレビ朝日系列で放送されたアニメ『釣りバカ日誌』のオープニングテーマ「釣りま唱歌でサバダバダ!」を歌唱（CD化はされていない）。
- 2004年の米アカデミー賞脚本賞を受賞した映画『ロスト・イン・トランスレーション』に、マシュー南としてビル・マーレイと共演。
- 2004年秋、童話作家ハンス・クリスチャン・アンデルセン生誕200周年を記念した「2005アンデルセン親善大使」の一人にマシュー南として任命される。
- 2005年4月6日放送の『徹子の部屋』にマシュー南としてゲスト出演。
- 2005年5月11日の『Matthew's Best Hit TV+ 婚約会見スペシャル』では、ゲストとして招かれた藤井隆がマシュー南と共演。マシュー南が藤井隆に乙葉との婚約について質問した。
- 2005年10月22日には、テレビ朝日系列で放送されたプロ野球日本シリーズ第1戦「千葉ロッテマリーンズ vs 阪神タイガース」の始球式をマシュー南として務めた。
- 『Matthew's Best Hit TV+』のゴールデン進出を記念し、2005年10月28日放送の『クレヨンしんちゃん』（テレビ朝日）の終盤にマシュー南として出演。
- 2022年1月27日から7月7日まで、Amazon Audibleにてポッドキャスト番組『Matthew's Matthew マシュー南の部屋の中のマシュー』を配信[13][14][15]。

## 人物

### 芸人として
- 持ちギャグは「フォー!!」など。2001年ごろまではテレビでの登場の際、ほぼすべての出演番組で「HOT!HOT!」と言いながら出演することが多かった。
- 吉本新喜劇で演じていた、ハイテンションで明るいキャラクターを常に演じる芸風。2023年時点でも新喜劇にゲストの形などで出演することがあり、辻本茂雄からは「歌とダンスで笑いを取るタイプでミュージカル風になり、実際に笑いをとれる」と評価されている[16]。全盛期は「西の江頭」と称されるほどの過激なキャラクターだった。テレビ出演初期には、個性的で強烈なキャラと素の部分（後述、「普段の性格」参照）との落差を先輩に指摘されるというのもネタのひとつとしてあり、ブレイクのきっかけにもなった。
- 現在は司会やタレント活動が主で、ギャグを見られる機会は少ない。「オカマキャラ」について藤井自身は「ある雑誌で藤井隆はオカマじゃないくせにオカマを馬鹿にしている、と書かれた事があり、その時、自分の本意では無かったので色々考えました」「笑って下さる方がいる一方で不愉快にさせている」と述べ、事実上封印している[17]。
- 音楽バラエティ番組『Matthew's Best Hit TV』では、主に1組のゲストとトークをする内容でバラエティ慣れしていないアイドルや俳優、往年のアイドルたちの魅力を引き出した。
- 深夜時代の『サルヂエ』ではゲストは4人の少人数でありながら、自身のキャラクターから各ゲストの珍回答にツッコミを入れたり、連敗しているゲストのキャラクターを引き立たせるなど、人気番組へと押し上げた。
- 『新婚さんいらっしゃい!』に夫が80代で妻が50代の新婚さんが出た時、その年の差が27歳で藤井と井上咲楽の司会コンビの年の差と同じだったので、藤井が井上に「自分と結婚するとしたらどう？」と言う趣旨の質問をぶつけた所、井上に悪気はなかったが拒否されてしまった事がある。

### 性格
- 実際は、テレビで見せるような（特に全国区タレントになった頃の）芸風とは全く正反対で、非常に物静かで礼儀正しい。また、極度の人見知りで、プライベートではスイッチが切れたように大人しくなる。吉本新喜劇で共演していた未知やすえも、「乙葉との結婚発表時、普段の藤井は居るか居ないのか分からないほど大人しく、聞き取れないほどの小声で喋っていた」と語っている。また、腰が低い性格で、取材でも記者との待ち合わせ時間に遅刻することがなく、相手の記者がたとえ5分でも早く来ていたときは「お待たせして申し訳ありませんでした」と懐述している。なお未知やすえは自身の新喜劇のギャグで藤井の失恋エピソードを劇中でダメ出ししたことがある。
- 辻本茂雄は「本当に優しくて気遣いの出来る男だが、意外と気難しい所もある男だから結婚出来るとは思わなかった」と述べている。大阪吉本の新喜劇時代に最も親しくしていたのが辻本で、週5日で家に泊めてもらっていた時期もあったという。また新喜劇時代には後輩座員である五十嵐サキや秋田久美子らの教育係としての一面もあり後輩から慕われていた。
- 非常に几帳面な性格で、きれい好きで有名な今田耕司からも絶賛されるほどである。
- マナーにも厳しく、後輩芸人らと食事をしている時、とろサーモンの久保田が箸を藤井に向けてテーブルに置いたのを見て、「箸は刀と同じで、箸先を先輩に向けて置くことは先輩を刺すという意味になるから、やってはいけない」と咎めたことがある。そして、それを藤井のギャグと思った久保田が「何言うてますん！」と箸をツノのように頭に立ててふざけたところ、「いや、ほんまにそういうんと違うから」と真顔で制された[18] 。

### 趣味
- 趣味は音楽鑑賞・プラモデル作り・移動などの待ち時間の読書（特に氷点シリーズを愛してやまない）。
- カイリー・ミノーグの大ファンである。高校生の時からのファンであり、藤井の活動に影響も与えているという[19]。
- Perfumeのファンでもあり、妻の乙葉が妊娠している最中、胎教として同グループの歌を聞かせていた程である。[要出典]Perfumeとは、2008年4月13日放送分の『Music Lovers』で初共演を果たした。
- ダンスが得意で、歌手としても必ず振り付きで披露。ドラマの主題歌を出演者で恋ダンスとしてインターネット動画で流す企画では、一見簡単そうに見えるが難しいダンスなため共演者たちが苦戦。かなり短い尺となっていたが、藤井は満面の笑みやドヤ顔などで楽しみながらも長い尺で完璧に踊り、話題となった。
- 歯笛が得意。

### その他
- 妻の乙葉と交際・結婚に発展したきっかけは、ドラマ『乱歩R』の収録中に、スタッフのミスで乙葉の頭に照明器具が直撃。当時人気グラビアタレントであり、素人でも大激怒してもおかしくないほどの事故であり、周囲が青くなるほど騒然としたが、乙葉はニコニコと笑顔で「大丈夫ですよ」とむしろミスしたスタッフに気を使い、文句ひとつも言わずに収録に参加。収録後に心配した藤井も乙葉に「大丈夫でしたか？」と訊ねると「大丈夫ですよ！スタッフさんの邪魔になるところに座っていた私が悪いですし…ありがとうございます」と笑顔で答え、当時あらゆる女性タレントの裏の顔を見てしまっていた藤井が「こんなに人気なのに天狗にもならないなんて素敵な人だ」と惚れたとのこと。後に乙葉は、あらゆる番組で共演者の男性が挨拶する際に顔ではなく胸ばかり見る事に少し嫌に思っていたが、藤井は最初から目だけを見て会話していたことに好感を持っており、さらに照明が直撃した直後に藤井が下心もなく本気で心配してくれた事で一気に惚れたといい、「あの時のスタッフさんに感謝しています」と笑顔で語った。
- 一時期、吉本新喜劇を退団しオランダを放浪していたことがある。

## 主な出演作品

### テレビ番組

#### レギュラー番組
現在
- 発見!仰天!!プレミアもん!!! 土曜はダメよ! （2003年9月 - 、読売テレビ） - MC
- おいしい記憶きかせてください（2019年 - 、BSフジ） - MC[20]
- 新婚さんいらっしゃい!（2022年4月3日 - 、朝日放送テレビ） - 2代目司会者[注 3][21][22]

過去
- テレビのツボ（1992年10月 - 1993年、毎日放送）
- よしもと新喜劇（毎日放送）
- AHERA （1996年4月 - 1996年9月、テレビ朝日）
- パパパパPUFFY （テレビ朝日） - 不定期出演。
- 超!よしもと新喜劇（1997年10月 - 1998年3月、毎日放送）
- アッコにおまかせ!（1998年10月 -？、TBS）  - 準レギュラー
- 名探偵・山田花子（1998年10月 - 1999年9月、関西テレビ）
- DAIBAッテキ!! （1998年10月 - 1999年3月、フジテレビ）
- 恋ボーイ恋ガール（1999年4月 - 1999年9月、フジテレビ系）
- フジリコ（1999年10月 - 2002年3月、読売テレビ）
- ソトロケ!（1999年、読売テレビ）
- 笑っていいとも! （フジテレビ） - 1999年10月から2003年3月までは金曜日の、2003年4月から2004年9月までは水曜日のレギュラーを務め、2009年6月11日には「テレフォンショッキング」のゲストとして出演した。
- 笑っていいとも!増刊号（1999年10月 - 2004年9月、フジテレビ）
- 笑っていいとも!特大号（1999年-2003年、フジテレビ）
- 年の差バトル! 言い分 vs Eぶん!!（1999年 - 、東海テレビ）
- ココロの扉 -SKELETON HEART- （2000年1月 - 2000年9月、TBS）
- THE夜もヒッパレ（日本テレビ） - 不定期出演
- わらいのじかん2（2000年4月 - 9月、テレビ朝日）
- music-enta（2000年4月 - 2001年3月、テレビ朝日）
- 踊る!ほっとけさん（2000年4月 - 9月、テレビ朝日）
- スタパー!!（2000年10月 - 2002年3月、読売テレビ）
- ダンシン!（2000年10月 - 2001年3月、テレビ東京）
- Matthew's Best Hit TVシリーズ（2001年4月 - 2006年9月、テレビ朝日） - マシュー南およびレイラとして出演。
- モー。たいへんでした（2001年4月 - 2002年3月、日本テレビ）
- プチドル（2002年4月 - 2002年9月、読売テレビ）
- オチャわん!!（読売テレビ）
- 恋のバカヤロー!（2002年10月 - 2003年9月、TBS）
- ルートf（2003年4月 - 2004年3月、中京テレビ）
- サルヂエ（2004年4月 - 2007年1月、中京テレビ → 日本テレビ） - 「サルくん」というキャラクターで司会を担当。
- AX MUSIC-TV 02 FUJII ROCK （放送開始時期不明 - 2004年9月、日本テレビ）
- ベリーベリーサタデー!（2005年4月 - 2007年3月、関西テレビ）
- 上海大腕（2005年4月 - 2007年3月、テレビ東京）
- クリック!（2005年4月 - 2005年9月、日本テレビ） - 木曜日担当。
- あなた説明できますか?（2005年10月 - 2006年6月、毎日放送） - 同年2月に放送の特番『知ったかぶりクイズ!あなた説明できますか?』時代から司会を担当。
- Oh♪dolly25（2006年10月 - 2007年3月、テレビ朝日）
- ニッポン旅×旅ショー（2006年10月 - 2007年9月、読売テレビ）
- フジヤマ☆スタア（2007年4月 - 2008年3月、関西テレビ）
- 悲宝館（2007年4月 - 2007年9月、テレビ朝日）
- 本番で〜す!（2007年4月 - 2009年3月、テレビ東京） - 祖母井準役で出演。
- キャプテン☆ドみの（2007年4月 - 2007年7月、TBS）
- 藤井陣内のザ・レジェンド（2007年7月 - 2009年3月、朝日放送）
- 業界技術狩人 ギョーテック（2007年10月 - 2009年9月、テレビ朝日）
- 爆笑100分テレビ!平成ファミリーズ（2007年10月 - 2008年3月、日本テレビ）
- あらびき団（2007年10月 - 2011年9月、TBS）
- 土よう親じかん（2008年4月 - 2009年3月、NHK教育）
- 時空間☆世代バトル 昭和×平成 SHOWはHey! Say!（2008年4月 - 2011年3月、日本テレビ）
- おじょママ!F（2008年4月 - 2009年3月、関西テレビ）
- はじめての一枚（2008年4月 - 2009年3月、読売テレビ）
- 趣味悠々 国府弘子の今日からあなたもジャズピアニスト（2008年4月 - 2008年5月、NHK教育）
- となりの子育て（2009年4月 - 2011年3月、NHK教育）
- 爆笑!ふれあいコメディ こちらかきくけ公園前（2009年4月 - 2010年3月、朝日放送）
- 音の素（2009年4月 - 2011年3月、読売テレビ）
- 全快はつらつコメディ お笑いドクター24時!!（2010年4月 - 2011年4月、朝日放送）
- ジャック10（2010年4月 - 2010年9月、日本テレビ）
- よしもと!Shall Weショッピング（毎日放送）
- 金曜日のキセキ（2010年10月 - 2011年6月、フジテレビ）
- 一流魂（2010年11月 - 2012年12月、TOKYO MX）
- ひるブラ（2011年4月 - 2018年3月、NHK総合） - 不定期出演
- ほっとけ!3人組（2011年4月 - 2012年4月、朝日放送）
- ニッポン!いじるZ （2011年10月 - 2013年3月、TBS）
- ザ・狩人（2011年4月 - 2013年9月、読売テレビ）
- 藤井隆の胸キュン!アイドル天国（2013年11月 - 2014年5月、スカパー!・歌謡ポップスチャンネル） - MC
- ジモイチドライブ〜地元の一番でおもてなし旅〜 （2015年1月 - 2016年3月、朝日放送） - 小籔千豊と共にMC
- おげんさんといっしょ（2017年5月4日、2018年8月20日、2019年10月14日、2020年5月25日、2020年11月3日、NHK総合） - 長女・隆子 役 ※星野源の初冠番組[23]
- おしえて!美bien!!! （2015年9月 - 2017年9月、TOKYO MX） - MC
- ごごナマ （2017年4月 - 2019年3月、NHK総合） - 金曜MC
- 浜ちゃんが! （読売テレビ） - 不定期出演。
- 3分間で泣ける話（2024年12月5日 - 12月19日、テレビ朝日）- MC

#### 特別番組
＊MCもしくはメインキャスト
- 今田耕司☆藤井隆のお笑い!ワールドウォーカー（2002年5月11日・2003年7月5日・11月16日・2004年7月31日、日本テレビ）
- MBS漫才アワード（2005年 - 2013年、毎日放送）- 第3回 - 第8回、第11回の司会
- 年忘れ!吉本お笑いオーケストラ（2005年 - 2018年、テレビ朝日）- MC
- カスペ!（フジテレビ）
  - クイズ!年の差なんて 2006スペシャル（2006年6月13日）- MC
  - クイズ!年の差なんて バブルへGO!!スペシャル（2007年2月）- MC
- 吉本芸人100人祭り!笑って忘れて スタジオにこれ以上入りませんSP（2006年 - 2011年、関西テレビ）- MC
- 扉の向こう側〜カメラは見た!禁断エリア〜（2007年8月11日、フジテレビ）- MC[24]
- 新春お笑い大賞2009（2009年1月1日、フジテレビ）- MC
- お笑い芸人どっきり王座決定戦スペシャル（2009年 - 2011年、フジテレビ）- MC
- クイズ!お笑い知ってる王（2009年4月2日、読売テレビ）- MC
- NHK番組たまご ヒミツの仕事?（2010年12月21日、NHK総合）
- ABCお笑い新人グランプリ（2012年 - 2018年、朝日放送テレビ）- MC
- 緊急生放送!(秘)個人情報流出!よしもとランキング（2013年 - 2015年、関西テレビ）- 司会
- 初笑い!朝まで爆笑寄席（2016年 - 2019年、テレビ東京）- 司会
- 第○○回 わが心の大阪メロディー（2016年 - 2018年、NHK総合）- 司会
- クイズ!100問（2017年7月10日、TBS）- 進行
- よしもと爆笑データバンク（2017年 - 2019年、関西テレビ）- 司会
- 平成の紅白、まるごとおさらいしちゃいます!〜平成最後の直前スペシャル〜（2018年12月29日、NHK総合）- MC
- 歌のゴールデンヒット（2019年10月7日 - 2020年10月8日 、TBS） - 第6回からMC
- しあわせ通販計画（2019年11月2日、TBS）- MC
- よう聞いたらスゴかった ファミリー武勇伝（2023年3月25日、テレビ大阪）- MC[25]

### テレビドラマ
- 天国のKiss （1999年、テレビ朝日） - 大原一徹 役
- 学校の怪談 春の呪いスペシャル「恐怖心理学入門」（2000年3月28日、関西テレビ） - 井口 役
- OLヴィジュアル系SP ソウル大作戦!?（2001年1月1日、テレビ朝日）
- 明日があるさ（2001年、日本テレビ） - 藤井 役
- ビューティ7 （2001年、日本テレビ） - 小金井薫 役
- 連続テレビ小説（NHK総合）
  - まんてん（2002年 - 2003年） - 花山陽平 役
  - わろてんか（2017年 - 2018年） - 万丈目吉蔵 役
- 乱歩R （2004年、日本テレビ） - 主演・三代目 明智小五郎 役
- 都立水商! （2006年3月28日、日本テレビ） - 主演・田辺圭介 役
- 必殺仕事人2009 （2009年1月9日、テレビ朝日） - ブ男客1 役
- デカ 黒川鈴木 第6話（2012年2月9日、読売テレビ） - 矢吹はじめ 役
- 温泉女将ふたりの事件簿3（2014年1月22日、テレビ東京） - 星野浩介 役
- 名探偵 神津恭介シリーズ（フジテレビ） - 松下研三 役
  - 「名探偵 神津恭介1 影なき女」（2014年3月14日）
  - 「名探偵 神津恭介2 呪縛の家」（2015年7月10日）
- 大河ドラマ 真田丸（2016年、NHK総合） - 佐助 役[26]
- 逃げるは恥だが役に立つ（TBS） - 日野秀司 役
  - 連続ドラマ（2016年10月11日 - 12月20日）
  - ガンバレ人類! 新春スペシャル!!（2021年1月2日）
- 黒井戸殺し（2018年4月14日、フジテレビ） - 袴田次郎 役
- Eテレ60 Eうた♪ココロの大冒険（2019年1月1日、NHK Eテレ） - 犬ドラゴン 役
- 絆のペダル（2019年8月24日、日本テレビ） - 荒井将也 役
- アライブ がん専門医のカルテ（2020年1月9日 - 3月19日、フジテレビ） - 光野守男 役[27]
- 病室で念仏を唱えないでください 第6話（2020年2月21日、TBS） - 御代田信 役
- ビッ友×戦士 キラメキパワーズ! 第15話（2021年10月17日、テレビ東京） - 光闇 役[28]
- 今どきの若いモンは（2022年4月9日 -　5月28日、WOWOW） - 恵比寿良二 役
- 科捜研の女 Season21 第17話（2022年3月31日、テレビ朝日） - 椿木陽 役
- 続 遙かなる山の呼び声（2022年9月17日、NHK BSP・BS4K）- 西川 役[29]
- ZIP! 朝ドラマ「クレッシェンドで進め」（2022年10月17日 - 12月16日、日本テレビ） - 黒島先生 役[30]
- だが、情熱はある（2023年4月9日 - 6月25日、日本テレビ） - 谷勝太 役[31]
- 西園寺さんは家事をしない（2024年7月9日 - 9月17日、TBS） - 天野竜二 役[32]
- 法廷のドラゴン（2025年1月17日 - 3月7日、テレビ東京） - 歩田羊次郎 役[33]
- 19番目のカルテ 第2話 - （2025年7月27日 - 、TBS） - 刈谷晋一 役[34][35]

### 配信ドラマ
- 季節のない街（2023年8月9日、ディズニープラス『スター』） - 島さん 役[36]

### NHK紅白歌合戦出場歴
| 年度/放送回               | 回 | 曲目         | 出演順 | 対戦相手   |
| ------------------------- | -- | ------------ | ------ | ---------- |
| 2000年（平成12年）/第51回 | 初 | ナンダカンダ | 01/28  | Whiteberry |

注意点
- 出演順は「出演順/出場者数」で表す。

### ラジオ番組
- オレたちやってま〜す（1999年4月 - 1999年9月、MBSラジオ）
  - オレたちXXXやってま〜す（1999年10月 - 2002年3月）
  - もうすぐオレたちXXXやってま〜す
- 藤井隆のオールナイトニッポン（ニッポン放送）
  - 藤井隆のミレニアムインパクト（2000年4月 - 2001年9月）
  - 藤井隆の@llnightnippon.com （2001年10月 - 2002年3月）
  - 藤井隆の@llnightnippon.com Saturday Countdown （2002年4月 - 2002年10月）
  - 藤井隆のオールナイトニッポンR アイドル総合研究所（2003年4月 - 2003年9月）
  - 藤井隆のオールナイトニッポンpremium（2017年10月 - 12月）[37][38]
- 藤井隆 タカシックスRADIOSHOW （2002年10月 - 2003年3月、ニッポン放送）
- 藤井隆と花の藤井四姉妹（2003年10月 - 2004年3月、ニッポン放送）
- 藤井隆トーキング ラジオの手帖（TOKYO FM）
- ルートASIA （TOKYO FM）
- ゴチャ・まぜっ!火曜日 （2006年10月 - 2009年3月、MBSラジオ）
- ハートホームダイアリー 〜緑山鳩子の不動産日記〜（2016年12月 - 、TOKYO FM） - 不動三太郎 役[39]
- 藤井隆・プロデュース・スーパー・エディション（2017年9月、JFNC）
- ラジオ深夜便（2019年3日25日 - 、NHKラジオ第1・FM）深夜便ビギナーズ - パーソナリティ
- TOKYO SPEAKEASY（2020年11月2日、2021年10月4日・TFM/JFN34局）
- 青春アドベンチャー「世界から歌が消える前に」（2021年12月20日 - 24日、NHK-FM）[40]
- Matthew's Matthew マシュー南の部屋の中のマシュー（2022年1月27日 - 7月7日、Audible） - マシュー南として出演。
- 特集オーディオドラマ「仙市と小夜」（2023年9月23日、NHK-FM） - 仙市 役[41]

### インターネット配信
- よしログ（Yahoo!バラエティ）
- ナマイキ!あらびき団（TBSオンデマンド）
- ラブ・イズ・ブラインド Japan（2022年2月8日 - 、Netflix） - 板谷由夏と共にナビゲーター[42][43]

### PV
- 星野源 「Family Song」（2017年7月31日）

### CM
- イエローハット（1999年 - 2001年）
- 任天堂「糸井重里のバス釣りNo.1・決定版」（2000年）
- VISAカード（2000年 - 2001年）
- DDI「DION」（2000年)
- 日本コカ・コーラ「ジョージア」（2000年 - 2003年）[44] - Re:Japanの一員として出演。
- ロッテ「モナ王」（2001年）
- タカラ「e・karaN」（2002年）
- ミスタードーナツ（2002年 - 2004年）
- グリコ乳業「プッチンプリン」（2005年 - 2006年）
- 大三「金銀式二極玉イタブロック」（2004年）
- アサヒビール「ぐびなま。」（2006年）
- コマーシャル・アールイー「ドっとあ〜る賃貸」（2006年 - 2007年） - 綾部祐二（ピース）、三瓶と共演。
- わくわく宝島(2007年）
- リクルート「タウンワーク」（2008年）
- 花王「メリット」（2008年 - 2009年） - 妻の乙葉と共演。
- GREE（2011年）
- ファミリーマート（2013年）
- 養命酒製造「薬用 養命酒」（2017年 - ）- 妻の乙葉と共演。
- サントリー「ボス カフェベース」（2020年 - 2021年）- 妻の乙葉と共演。
- SUBARU
  - 「EyeSight」（2023年7月 - ）
  - 「レヴォーグ レイバック」（2023年9月 - ）- 妻の乙葉と共演。

### 映画
- どケチ ピーやん物語（1997年）
- マネージャーの掟（1997年）
- 大阪好日（1997年）
- フォースティン・パワーズ（1999年）
- 明日があるさ THE MOVIE （2002年）
- 模倣犯（2002年） - 高井和明 役
- ロスト・イン・トランスレーション（2003年） - マシュー南 役
- ガーフィールド ザ・ムービー（2004年・日本語吹き替え） - ガーフィールド 役
- カーテンコール（2005年） - 安川修平（昭和30年代） 役
- ゲゲゲの鬼太郎（2007年） - 貧乏神 役
- パッチギ! LOVE&PEACE （2007年） - 国電運転士 佐藤 役
- 20世紀少年 第1章 終わりの始まり（2008年） - 友民党CMのタレント 役
- L♥DK（2014年） - 恩田先生 役
- 美女と野獣（2017年・日本語吹き替え） - ル・フウ 役[45]
- 劇場版 仮面ライダービルド Be The One（2018年） - 郷原光臣 / ゼブラロストスマッシュ 役[46][47]
- みをつくし料理帖（2020年） - 清右衛門 役[48]
- マイスモールランド（2022年） - 太田武 役
- 「きかんしゃトーマス めざせ！夢のチャンピオンカップ」東京テアトル/フレデリコ・日本語吹き替え(2023年)
- 「笑いのカイブツ」アニモプロデュース(2024年)
- チャチャ（2024年） - 社長 役[49][50]
- ミッシング・チャイルド・ビデオテープ（2025年） - 塚本哲也 役[51]

### 劇場アニメ
- 劇場版ポケットモンスター セレビィ 時を超えた遭遇（2001年） - ホワイト 役
- マインド・ゲーム（2004年） - じーさん 役
- クレヨンしんちゃん 嵐を呼ぶ!オラと宇宙のプリンセス（2012年） - イケメンA 役[52]

#### 吹き替え
- ガーフィールド（2004年） - ガーフィールド 役
- きかんしゃトーマス めざせ!夢のチャンピオンカップ（2023年） - フレデリコ 役[53]

### 舞台
- ミュージカル「ボーイズ・タイム〜強く正しく逞しく!!〜」（1999年12月31日 - 2000年1月30日、宮本亜門演出、PARCO劇場）
- ミュージカル「スペリング・ビー」（2009年7月17日 - 8月2日、寺崎秀臣演出、天王洲 銀河劇場）
- NODA・MAP第15回公演 ザ・キャラクター（2010年6月20日 - 8月8日、野田秀樹演出、東京芸術劇場 中ホール）
- イロアセル（2011年10月18日 - 11月5日、鵜山仁演出、新国立劇場）
- 桜の園（2012年6月9日 - 7月29日、三谷幸喜演出、PARCO劇場 他）
- NODA・MAP第17回公演 エッグ（2012年9月5日 - 10月28日、野田秀樹演出、東京芸術劇場 プレイハウス）
- 吉本百年物語 1月公演「爆発! MANZAIが止まらない」（2013年1月9日 - 29日、湊裕美子演出、なんばグランド花月） - 山内係長 役
- うかうか三十、ちょろちょろ四十（2013年5月8日 - 2013年6月2日・6月13日、鵜山仁演出、紀伊國屋サザンシアター・サンケイホールブリーゼほか）
- 大和三銃士 虹の獅子たち（2013年10月3日 - 27日、きだつよし演出、新橋演舞場）
- 酒と涙とジキルとハイド（2014年4月8日 - 5月25日、三谷幸喜演出、東京芸術劇場 プレイハウス・天王洲 銀河劇場・シアターBRAVA!）
- 朝日のような夕日をつれて2014（2014年7月31日 - 9月7日、鴻上尚史演出、紀伊國屋ホール、森ノ宮ピロティホール、西鉄ホール）
- NODA・MAP第19回公演 エッグ（2015年）
- ニューミュージカル「JAM TOWN ／ジャム タウン」（2016年1月13日 - 2016年1月30日、錦織一清演出、KAAT神奈川芸術劇場）
- ミュージカル「ビッグ・フィッシュ」（2017年2月、日生劇場） - ドン・プライス 役
- NODA・MAP第22回公演「贋作 桜の森の満開の下」（2018年10月、東京芸術劇場ほか） - 赤名人 役
- 愛のレキシアター「ざ・びぎにんぐ・おぶ・らぶ」（2019年3月、赤坂ACTシアターほか） - 明智 役
- 大地(Social Distancing Version)（2020年7月1日 - 8月8日、PARCO劇場 / 8月12日 - 23日、サンケイホールブリーゼ） - ピンカス 役[54][55]
- 大パルコ人④マジロックオペラ『愛が世界を救います(ただし屁がでます)(2021年8月9日ｰ8月31日、PARCO劇場/9月4日ｰ9月12日、COOL JAPAN PARK OSAKA WWホール、9月15日ｰ9月17日、電力ホール)
- こまつ座第140回公演 『雪やこんこん』（2021年12月17日 - 12月26日、紀伊國屋サザンシアターTAKASHIMAYA）[56]
- COCOON PRODUCTION 2022『広島ジャンゴ 2022』（2022年4月5日 - 30日、東京・Bunkamura シアターコクーン / 5月6日 - 16日、大阪・森ノ宮ピロティホール）[57]
- ゲゲゲの鬼太郎（2022年7月29日 - 8月15日、明治座） - ねずみ男 役[58]
- PARCO STAGE『おとこたち』(2023年3月12日ｰ4月2日 PARCO劇場/4月8日ｰ4月9日 森ノ宮ピロティホール/4月15日ｰ4月16日 キャナルシティ劇場)
- COCOON PRODUCTION 2023『ガラパコスパコス～進化してんのかしてないのか～』(2023年9月10日ｰ9月24日、世田谷パブリックシアター/9月30日ｰ10月1日、京都劇場/10月11日ー12日、岡山芸術創造劇場 ハレノワ 中劇場/10月21日ｰ10月22日、りゅーとぴあ 新潟市民芸術文化会館)
- KAAT神奈川芸術劇場プロデュース『ジャズ大名』（2023年12月9日 - 24日、神奈川・KAAT神奈川芸術劇場 ホール / 2024年1月7日 - 8日、兵庫・神戸文化ホール 大ホール / 1月13日 - 14日、愛知・刈谷市総合文化センター 大ホール[注 4] / 1月20日 - 21日、大阪・高槻城公園芸術文化劇場 トリシマホール） - 石出九郎左衛門 役[60]
- シス・カンパニー公演『カラカラ天気と五人の紳士』（2024年4月 - 5月、東京・岡山・大阪・福岡）- 紳士1 役[61]
- Bunkamura Production 2024『台風23号』（2024年10月5月 - 27日、THEATER MILANO-Za / 11月1日 - 4日、森ノ宮ピロティホール / 11月8日・9日、穂の国とよはし芸術劇場PLAT 主ホール）[62]
- KERA CROSS 第6弾『消失』（2025年1月18日 - 2月2日、紀伊國屋サザンシアター TAKASHIMAYA / 2月6日・7日、サンケイホールブリーゼ）[63]
- 『鎌塚氏、震え上がる』 (2025年3 - 4月、世田谷パブリックシアター) - 相良ナオツグ 役 [64]
- 大パルコ人⑤オカタイロックオペラ『雨の傍聴席、おんなは裸足…』（2025年11月6日 - 30日〈予定〉、PARCO劇場 / 12月4日 - 14日〈予定〉、SkyシアターMBS / 12月20日・21日〈予定〉、仙台サンプラザホール）[65][66]

## 音楽

### シングル
|     | 発売日         | タイトル                                   | 楽曲制作                                                                | 最高位 |
| --- | -------------- | ------------------------------------------ | ----------------------------------------------------------------------- | ------ |
| 1st | 2000年3月8日   | ナンダカンダ                               | 作詞：GAKU-MC 作曲：浅倉大介 編曲：浅倉大介                             | 9位    |
| 2nd | 2000年11月1日  | アイモカワラズ                             | 作詞：GAKU-MC 作曲：浅倉大介 編曲：浅倉大介                             | 21位   |
| 3rd | 2001年12月12日 | 絶望グッドバイ                             | 作詞：松本隆 作曲：筒美京平 編曲：本間昭光                              | 27位   |
| 4th | 2002年2月14日  | 未確認飛行体                               | 作詞：松本隆 作曲：堀込高樹 編曲：CHOKKAKU                              | 85位   |
| 5th | 2004年7月7日   | わたしの青い空                             | 作詞：堀込高樹 作曲：堀込高樹 編曲：堀込高樹&本間昭光                   | 65位   |
| 6th | 2005年10月19日 | OH MY JULIET!                              | 作詞：Tommy february6 作曲：MALIBU CONVERTIBLE 編曲：MALIBU CONVERTIBLE | 46位   |
| 7th | 2007年8月1日   | 真夏の夜の夢                               | 作詞：松田聖子 作曲：松田聖子 編曲：船山基紀                            | 36位   |
| 8th | 2013年6月5日   | She is my new town/I just want to hold you | 作詞：松田聖子 作曲：松田聖子&小倉良 編曲：小倉良                       | 91位   |

### 配信シングル
|     | 発売日         | タイトル                                                  | 楽曲制作 |
| --- | -------------- | --------------------------------------------------------- | --- |
|     | 2015年6月17日  | YOU OWE ME                                                | |
| 1st | 2016年12月14日 | プラスティック・スター                                    | |
| 2nd | 2017年1月4日   | 守ってみたい                                              | |
| 3rd | 2020年10月28日 | 14時まえにアレー                                          | |
| 4th | 2022年3月9日   | ヘッドフォン・ガール-翼が無くても-                        | 作詞：堀込泰行 作曲：堀込泰行 編曲：冨田謙・堀込泰行                                                                                               |
|     | 2022年3月9日   | ナンダカンダ/アイモカワラズ BESTタッグ                    | |
| 5th | 2022年9月7日   | メモリアフロア                                            | Moe Shopプロデュース ジャケットイラスト：高橋由季                                                                                                  |
| 6th | 2023年8月2日   | ヘッドフォン・ガール -翼が無くても- - From THE FIRST TAKE | |
| 7th | 2023年8月2日   | ナンダカンダ - From THE FIRST TAKE                        | |
| 8th | 2023年11月15日 | 負けるなハイジ                                            | ジャケットイラスト：高橋陽一（中沢早苗：「キャプテン翼」の登場人物）                                                                               |
|     | 2024年10月2日  | 本g心g                                                    | 椿鬼奴・レイザーラモンRGとのユニット『Like a Record round! round! round!』名義。また、本曲のミュージックビデオにははしのえみがゲスト出演している。 |

### アナログ盤
|     | 発売日        | タイトル                     | 備考 | 最高位 |
| --- | ------------- | ---------------------------- | --- | ------ |
| 1st | 2021年8月28日 | 未確認飛行体／絶望グッドバイ | A面に4thシングル「未確認飛行体」、B面に3rdシングル「絶望グッドバイ」が収録された完全生産限定盤アナログ盤。 | 位     |

### アルバム
|         | 発売日         | タイトル                            | 楽曲制作 | 最高位 |
| ------- | -------------- | ----------------------------------- | --- | ------ |
| 1st     | 2002年2月14日  | ロミオ道行                          | 松本隆がプロデュース。「ナンダカンダ」と「アイモカワラズ」はボーナストラック扱いでの収録となった。 | 23位   |
| 2nd     | 2004年7月28日  | オールバイマイセルフ                | 小室哲哉やFayrayなどが楽曲提供。本間昭光プロデュース。 | 90位   |
| CONCEPT | 2006年4月26日  | 上海大腕                            | DVD付。島田珠代との「T&T」名義では作詞・作曲を行った。 | -      |
| CONCEPT | 2007年5月23日  | 上海大腕II                          | | -      |
| 3rd     | 2015年6月17日  | Coffee Bar Cowboy                   | 乙葉、YOU、宇多丸がゲスト参加。 | 37位   |
| BEST    | 2015年10月21日 | ザ・ベスト・オブ藤井隆 AUDIO VISUAL | キャリア初のベストアルバム。SLENDERIE RECORD（藤井隆主宰の音楽レーベル）からのリリース。 | 29位   |
| MIX CD  | 2016年7月13日  | DJ MIX"Delicacy"mixed DJ DC BRAND'S | 未発表曲を含むキャリア初のMIX CD。 | 158位  |
| REMIX   | 2017年7月14日  | RE:WIND                             | リミックスアルバム。DJ KAORI、tofubeatsなどが参加。 | 114位  |
| 4th     | 2017年9月13日  | light showers                       | 堂島孝平、シンリズム、澤部渡（スカート）、西寺郷太（NONA REEVES）、EPO、YOU、RIS、葉山拓亮（Tourbillon）、ARAKI（BAVYMAISON）などが楽曲提供。冨田謙プロデュース。                                                   | 31位   |
| 5th     | 2022年9月21日  | Music Restaurant Royal Host         | KAKKO（鈴木杏樹）とのデュエット曲のほか、堀込泰行、音葉（鈴木京香）、東郷清丸、YOU、LEO今井、砂原良徳が参加。初回限定盤はファミリーレストラン「ロイヤルホスト」とコラボした「メニュー型スペシャルパッケージ」仕様。 | 33位   |
| SP      | 2024年8月7日   | SLENDERIE RECORD 10YEARS 10SINGLES  | 主宰レーベル10周年記念アルバム。このアルバムの曲の中には今田耕司が『KOJI1200』名義で参加している他、椿鬼奴・レイザーラモンRGとのユニット『Like a Record round! round! round!』名義の曲も収録されている。            | 位     |

### 参加作品
- あんたが主役／吉本新喜劇オールスターズ (1998年8月19日) - シングルCD『宝島』／ビッグバンブラザーズ(内場勝則と辻本茂雄のユニット)のカップリング曲。
- MOTHER ／hanaco with PUFFY (1999年8月21日) - 山田花子のボーカルによるPUFFYのカバー曲(PUFFY自らコーラスで参加)。バックコーラスとバックダンサーとして参加。hanaco名義だがMVやテレビ番組には花子・藤井のコンビで出演。
- トラブルバス／川本真琴(2000年4月26日) - シングルCD『FRAGILE 』カップリング曲。バックコーラス。
- やべ〜なべ〜な 圧力ベ〜ナ〜 / THE ポッシポー with 音の素 （2010年6月2日） - 『音の素』として椿鬼奴と共に参加。
- Selfish Girl feat. 藤井隆 / Small Boys （2013年12月25日） - アルバム『Small Boys II』収録。、ミュージック・ビデオも制作されている。
- ディスコの神様 feat. 藤井隆 / tofubeats （2014年4月30日） - 配信限定でア・カペラバージョンも存在する。
- SLENDERIE ideal（2020年10月28日） - 藤井が主宰するレーベル「SLENDERIE RECORD」のアーティスト達を招集し、藤井が参加アーティストの楽曲セレクト、トラックメイカーのチョイスからアートワークまで全てのプロデュースを手がけた作品。）
- SIGN（feat.藤井隆）/パソコン音楽クラブ(2022年11月4日)
- Special Days (feat. 藤井隆 & ピーナッツくん)/Joint Beauty (2023年8月23日)

### 提供作品
- 早見優「溶けるようにkiss me」（2016年8月24日） - 作曲 [69]

### DVD
- 藤井隆ファーストコンサート ロミオ道行 （2002年12月18日） - ソニーミュージック内レーベル改変のため、この作品までアンティノスレコードから発売。アンティノスレコードを統轄したエピックレコードには移籍せず、契約を一旦終了する。
- 藤井隆ワールドツアー2004 〜わたしの青い空〜 （2005年10月19日）
- 藤井隆ワールドツアー2005 （2006年4月26日）
- ザ・ベスト・オブ 藤井隆 AUDIO VISUAL（2015年10月21日） - SLENDERIE RECORD（藤井隆主宰の音楽レーベル）

### VHS
- ナンダカンダ （2000年3月24日）
- アイモカワラズ （2000年11月17日）
- 藤井隆ファーストコンサート ロミオ道行 （2002年12月18日）

### Blu-ray
- ロミオ道行（Concert Movie ＋ All Time Songs CD）（2020年12月16日） - 歌手デビュー20周年を記念して制作された。ライブBlu-rayとアンティノスレコード在籍時代の楽曲を集めたCDのセット。ブルーレイには2002年に行われた初のライブツアー「ロミオ道行〜タカシが街にやってきた！ツアー〜」中野サンプラザ公演の模様が収められている[70]。

### その他
- みんなのよしもとステーション（2009年8月13日 - 2010年1月23日、Wiiの間、ナビゲーター）
- ヨシモト4WEEKS NOW（2008年6月1日 - 2011年、GYAO!）

## 書籍
- マ・エノメーリ（2025年5月30日、KADOKAWA）ISBN 978-4-04607-273-3